# Ksawery Brzostowski
Ksawery Franciszek Brzostowski herbu Strzemię (ur. prawdopodobnie w 1760) – starosta dowgowski (daugowski), był drugim dozorcą loży wolnomularskiej Kościół Mądrości w 1781, hrabia pruski od 1798. Syn Adama i Genowefy z Ogińskich, brat Aleksandra, Jana i Michała, ojciec Hipolita Michała Rocha i Izabeli, żony Józefa Mycielskiego.